# تصویر اهداکننده

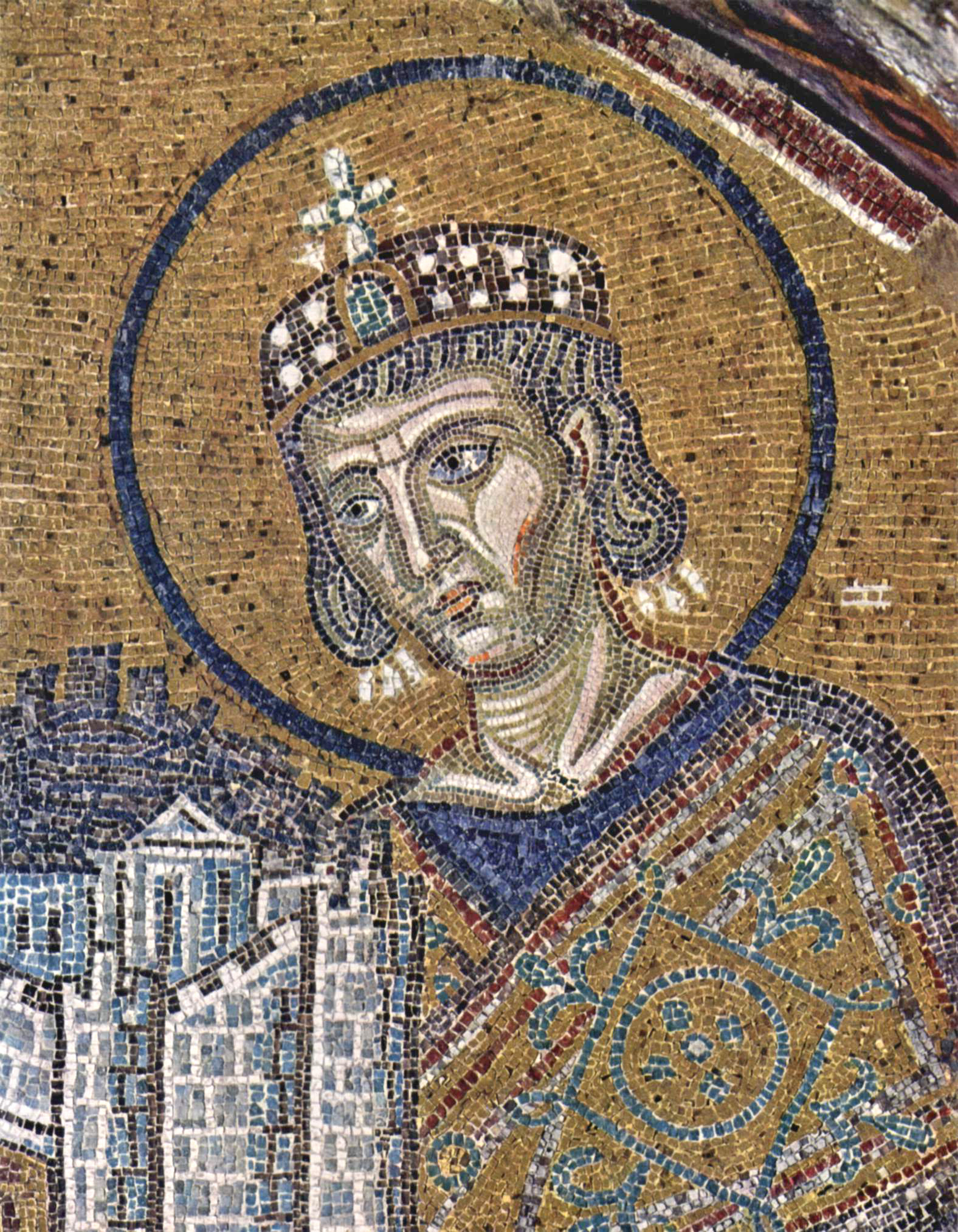
تصویر اهداکننده امپراتور کنستانتین بزرگ با مدلی از شهر. تصویر اهداکننده امپراتور کنستانتین بزرگ با مدلی از شهر

تصویر اهداکننده (انگلیسی: Donor portrait) پرتره ای در یک نقاشی بزرگتر یا اثر دیگری است که شخصی را نشان می دهد که سفارش داده و هزینه تصویر را پرداخت کرده است، یا یکی از اعضای گروه او، یا (بسیار به ندرت) خانواده او. پرتره اهداکننده معمولاً به پرتره یا پرتره اهداکنندگان به تنهایی، به عنوان بخشی از یک اثر بزرگتر اشاره دارد، در حالی که پرتره نذری اغلب ممکن است به یک اثر هنری کامل اشاره کند که به عنوان یک رای قبلی، از جمله به عنوان مثال یک مدونا، به خصوص اگر اهداکننده باشد. بسیار برجسته است همانطور که آنجلا ماریسول رابرتز اشاره می کند، این اصطلاحات توسط مورخان هنر به طور مداوم استفاده نمی شود،  و همچنین ممکن است برای موضوعات مذهبی کوچکتر استفاده شود که احتمالاً به جای اهدای کلیسا توسط کمیسر ساخته شده است.